# Hanoï (album)
Pour les articles homonymes, voir Hanoï (homonymie).
Albums de Indochine
Alice et June
(2005) Alice et June Tour
(2007)
Hanoï est un album et un DVD live du groupe Indochine sorti le 19 février 2007. 
Il s'agit de l'enregistrement du concert à l'opéra d'Hanoï le 6 juin 2006.

Cet album fête les 25 ans du groupe.

## Liste des titres
| CD 1 (Hanoï Classique) | CD 1 (Hanoï Classique)  | CD 1 (Hanoï Classique) | CD 1 (Hanoï Classique) | CD 1 (Hanoï Classique) | CD 1 (Hanoï Classique) | CD 1 (Hanoï Classique) | CD 1 (Hanoï Classique) | CD 1 (Hanoï Classique) | CD 1 (Hanoï Classique) |
| No                     | Titre                   | Durée                  |                        |                        |                        |                        |                        |                        |                        |
| ---------------------- | ----------------------- | ---------------------- | ---------------------- | ---------------------- | ---------------------- | ---------------------- | ---------------------- | ---------------------- | ---------------------- |
| 1.                     | Le Péril Jaune          | 3:30                   |                        |                        |                        |                        |                        |                        |                        |
| 2.                     | Ceremonia               | 4:39                   |                        |                        |                        |                        |                        |                        |                        |
| 3.                     | Salômbo                 | 3:51                   |                        |                        |                        |                        |                        |                        |                        |
| 4.                     | Justine                 | 4:24                   |                        |                        |                        |                        |                        |                        |                        |
| 5.                     | Trois nuits par semaine | 6:23                   |                        |                        |                        |                        |                        |                        |                        |
| 6.                     | Sweet Dreams            | 6:03                   |                        |                        |                        |                        |                        |                        |                        |
| 7.                     | Pink Water              | 5:53                   |                        |                        |                        |                        |                        |                        |                        |
| 8.                     | J'ai demandé à la lune  | 4:21                   |                        |                        |                        |                        |                        |                        |                        |
| 9.                     | Tes yeux noirs          | 5:05                   |                        |                        |                        |                        |                        |                        |                        |
| 10.                    | 3e sexe                 | 3:58                   |                        |                        |                        |                        |                        |                        |                        |
| 11.                    | L'Aventurier            | 6:33                   |                        |                        |                        |                        |                        |                        |                        |
| 12.                    | Talulla                 | 4:21                   |                        |                        |                        |                        |                        |                        |                        |
| 57:01                  |                         |                        |                        |                        |                        |                        |                        |                        |                        |

| CD 2 (Hanoï Rock) | CD 2 (Hanoï Rock)  | CD 2 (Hanoï Rock) | CD 2 (Hanoï Rock) | CD 2 (Hanoï Rock) | CD 2 (Hanoï Rock) | CD 2 (Hanoï Rock) | CD 2 (Hanoï Rock) | CD 2 (Hanoï Rock) | CD 2 (Hanoï Rock) |
| No                | Titre              | Durée             |                   |                   |                   |                   |                   |                   |                   |
| ----------------- | ------------------ | ----------------- | ----------------- | ----------------- | ----------------- | ----------------- | ----------------- | ----------------- | ----------------- |
| 1.                | Les portes du soir | 5:04              |                   |                   |                   |                   |                   |                   |                   |
| 2.                | Alice and June     | 4:57              |                   |                   |                   |                   |                   |                   |                   |
| 3.                | Marilyn            | 5:12              |                   |                   |                   |                   |                   |                   |                   |
| 4.                | Adora              | 4:32              |                   |                   |                   |                   |                   |                   |                   |
| 5.                | Atomic Sky         | 5:04              |                   |                   |                   |                   |                   |                   |                   |
| 6.                | Gang Bang          | 4:05              |                   |                   |                   |                   |                   |                   |                   |
| 7.                | Ladyboy            | 4:21              |                   |                   |                   |                   |                   |                   |                   |
| 8.                | Starlight          | 5:10              |                   |                   |                   |                   |                   |                   |                   |
| 37:45             |                    |                   |                   |                   |                   |                   |                   |                   |                   |

## Musiciens
Selon le livret inclut avec l'album :
- Nicola Sirkis : chant, guitares
- oLi dE SaT : guitares, claviers
- Boris Jardel : guitares, chœurs
- Mr. Eliard : basse, chœurs
- Mr. Shoes : batterie
- Matu : pianos, claviers

### Single
- Salômbo (version live, sorti en mai 2007)